# Aurelio Milani
Aurelio Milani (14 de maio de 1934 - 25 de novembro de 2014) foi um futebolista italiano que jogou como atacante. Milani jogou para vários clubes italianos diferentes na Serie A e na Serie B, ganhando o prêmio de melhor marcador em ambas as divisões. No total, ele fez 157 jogos na Serie A, marcando 62 gols e fez 100 jogos na Serie B, marcando 54 gols.
Milani é lembrado principalmente por suas duas temporadas passadas com a Inter de Milão sob a direção de Helenio Herrera. Ele foi parte do time que ganhou a Liga dos Campeões em 1964, ele também ganhou o título da Serie A de 1964-65 e a Copa Intercontinental de 1964. Ele também representou a seleção italiana em uma ocasião.
Milani era um centro-avançado rápido, forte e trabalhador. Ele se destacou pois possuía um tiro poderoso e preciso.

## Carreira

### Primeiros Anos
Milani começou sua carreira jogando no Atalanta, que o emprestou ao Fanfulla durante a temporada de 1953-54 na Serie B e na temporada 1954-55 da Serie C.
O Monza de Simmenthal o comprou, o que lhe permitiu jogar novamente na Serie B. Com o clube, ele marcou 37 vezes em duas temporadas da Serie B, conquistando a artilharia da Serie B durante a temporada 1955-56. Suas performances impressionantes chamaram a atenção do Triestina e, na temporada seguinte, Milani marcou 17 gols em 30 partidas da Serie B para o clube. 

### Chegada a Serie A
Na temporada seguinte, Milani fez sua estreia na Serie A com a Sampdoria durante a temporada de 1958-59 da Serie A. Ele formou um formidável trio atacante com Mora e Cucchiaroni ao longo de sua primeira temporada, marcando 13 gols. Durante a temporada 1959-60, no entanto, ele machucou sua perna em uma partida contra o Bolonha, o que o impediu de jogar durante um longo período. 

### Fiorentina
Nereo Rocco levou Milani para Padova e o atacante italiano formou uma parceria de ataque notável com Crippa, marcando 18 golos. 
No verão de 1961, o presidente da Fiorentina, Longinotti, adquiriu Milani para fortalecer sua linha de frente, que contou com Gianfranco Petris e Hamrin, que ajudaram o time a ganhar a Liga Europa de 1960-61 e a Coppa Italia. Na temporada 1961-62 Milani terminou como artilheiro da Serie A com 22 gols, ao lado do vencedor do Scudetto, José Altafini, ajudando a Fiorentina a terminar em terceiro lugar na liga. Milani também ajudou a Fiorentina a ir a outra final da Liga Europanaquela temporada.  

### Inter e Pós-Carreira
Depois de uma temporada ruim em 1962-63, na qual ele conseguiu marcar apenas um único gol em 18 jogos na Serie A para a Fiorentina, Milani foi comprado pelo Inter, tornando-se membro do que mais tarde seria conhecido como a "Grande Inter" de Helenio Herrera. 
Milani teve uma temporada bem sucedida com o clube milanês, marcando 7 gols em 18 jogos na Serie A, ajudando o Inter a alcançar um segundo lugar na Serie A, perdendo o título após perder a partida de playoff contra os eventuais campeões da Serie A de 1964, Bolonha, que estava empatada com a Inter pelo primeiro lugar após a conclusão da temporada. 
Milani também venceu a Liga dos Campeões de 1963-64 com a Inter naquela temporada e marcou um gol na final contra o Real Madrid. Na temporada seguinte, ele ganhou a Copa Intercontinental de 1964 com o Inter contra o Independiente. 
Durante o inverno de 1964, no entanto, Milani ficou gravemente ferido em uma partida contra o Dynamo Bucarest. Como resultado da colisão, uma das suas vértebras foi deslocada, finalizando sua carreira prematuramente. Durante a segunda temporada na Inter, ele ainda conseguiu ganhar uma segunda Liga dos Campeões e o título da Serie A, apesar de jogar apenas em 11 partidas, chegando também à final da Copa da Itália.
Milani tentou retornar temporariamente ao futebol durante a temporada 1966-67, jogando para a Verbania na Serie C, por uma temporada única, marcando 1 gol em 8 jogos, antes de se aposentar oficialmente. 

## Na Seleção
Milani só jogou um jogo pelo time nacional da Itália. Isso ocorreu em 10 de maio de 1964, em uma derrota de 3 a 1 para a Suíça em um amistoso internacional em Losanna.

## Morte
Aos 80 anos, Milani morreu em Milão em 25 de novembro de 2014.

## Títulos

### Clubes
Inter de Milão
- Serie A: 1964-65
- Liga dos Campeões: 1963-64 e 1964-65
- Copa Intercontinental: 1964

Fiorentina 
- Recopa Europeia: 1960-61

### Individual
- Artilheiro da Serie B: 1955-56
- Artilheiro da Serie A: 1961-62

## Referência
1. ↑  «Morto Milani, attaccante della Grande Inter di Herrera». LaStampa.it (em italiano)
2. ↑  «GdS - L'Inter piange Aurelio Milani, uomo della Grande Inter». www.spaziointer.it (em italiano). Consultado em 7 de dezembro de 2017
3. ↑  «ZONACALCIOFAIDATE.IT - Il calcio come piace a noi». ZONACALCIOFAIDATE.IT (em italiano). Consultado em 7 de dezembro de 2017

| Classificações desportivas     | Classificações desportivas                               | Classificações desportivas                   |
| ------------------------------ | -------------------------------------------------------- | -------------------------------------------- |
| Precedido por Sergio Brighenti | Artilheiros da Serie A (Junto com José Altafini) 1961–62 | Sucedido por Harald Nielsen Pedro Manfredini |